# Trierbach (Gürzenich)

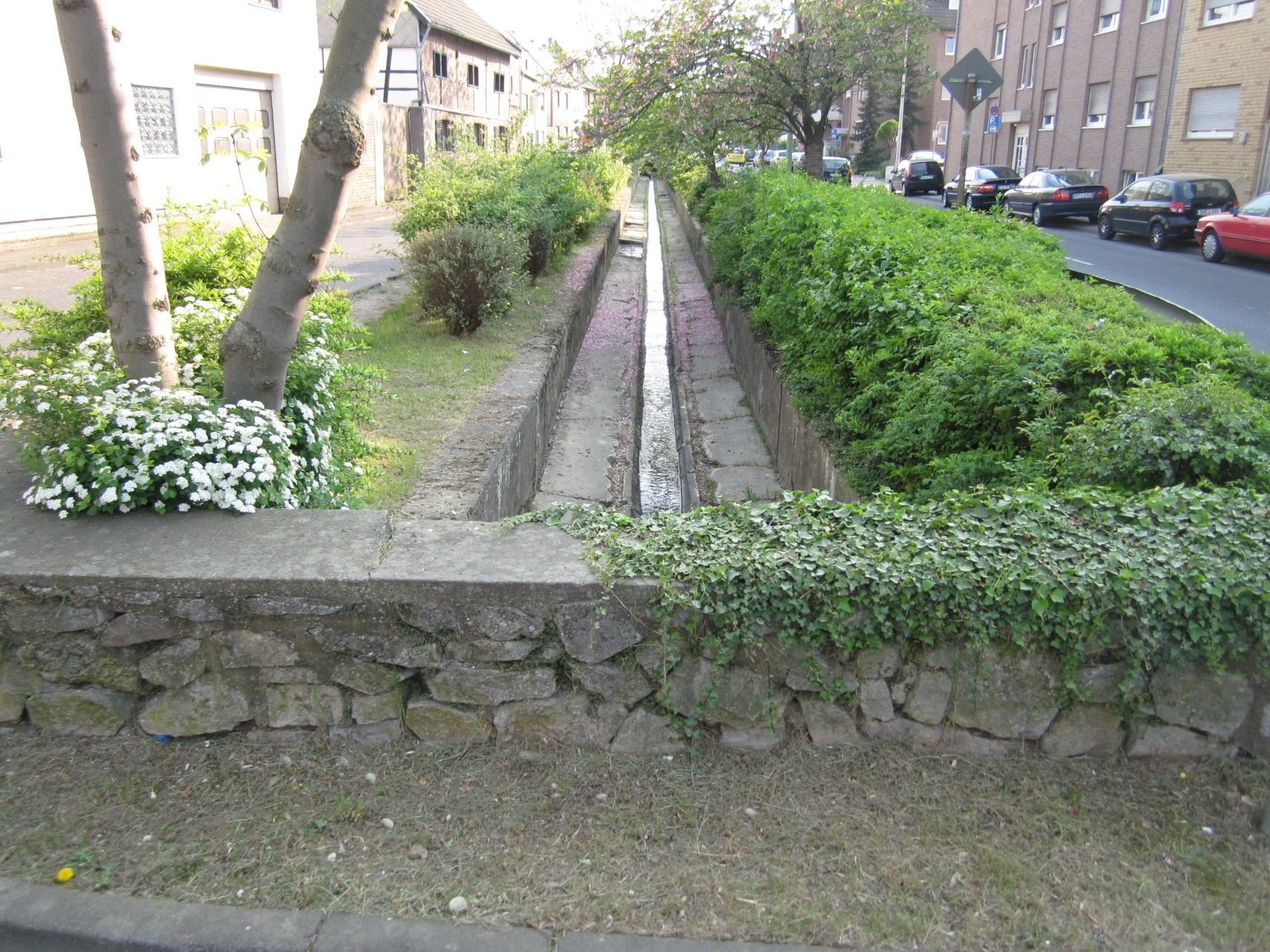
Der Bach in der Schillingsstraße

Trierbach ist ein denkmalgeschützter Abschnitt des Gürzenicher Bachs im Dürener Stadtteil Gürzenich in Nordrhein-Westfalen.
Der Gürzenicher Bach fließt in einem dorftypischen straßenmittigen Verlauf als Trierbach mitten durch den Ort entlang der Schillingsstraße. Er ist in diesem Bereich etwa 1,5 m breit und hat ein reguliertes betoniertes Bachbett. Die in den 1920er Jahren angelegte Uferbefestigung ist aus Beton, wobei die Ränder begrünt sind. 
Das Bauwerk Trierbach ist unter Nr. 6/009 in die Denkmalliste der Stadt Düren eingetragen.
Der Unterlauf des Waldbachs, der an der Schillingsstraße in den Gürzenicher Bach mündet, wird ebenfalls Trierbach genannt.